# Liste der amtierenden deutschen Landesinnenminister
Landesinnenminister leiten die für Innenpolitik zuständige Oberste Landesbehörde in den deutschen Ländern. Der Geschäftsbereich Inneres wird in der Regel in jedem Land durch ein eigenes Innenministerium verwaltet.
Im Rahmen des kooperativen Föderalismus arbeiten die Innenminister der Länder in der Ständigen Konferenz der Innenminister und -senatoren der Länder (kurz: Innenministerkonferenz, IMK) zusammen, an deren Sitzungen auch der für Inneres zuständige Bundesminister regelmäßig teilnimmt. Durch ihre Mitgliedschaft im Bundesrat – insbesondere in dessen Ausschuss für Innere Angelegenheiten – wirken die Innenminister an der Gesetzgebung des Bundes mit.

## Amtierende Landesinnenminister der deutschen Länder
Momentan bekleiden 16 Personen das Amt eines Landesinnenministers. Acht Amtsinhaber gehören der SPD und sieben den Unionsparteien (CDU/CSU) an. Ein Amtsinhaber ist parteilos.
Die längste Amtszeit der gegenwärtig amtierenden Landesinnenminister weist Joachim Herrmann (CSU, seit 2007 in Bayern) auf.
| Land                   | Oberste Landesbehörde                                                | Amtsinhaber/in         | Amtsantritt        | Regierung/en 1                                                  | Partei | Partei    | Bild                   |
| ---------------------- | -------------------------------------------------------------------- | ---------------------- | ------------------ | --------------------------------------------------------------- | ------ | --------- | ---------------------- |
| Baden-Württemberg      | Ministerium für Inneres, Digitalisierung und Kommunen                | Thomas Strobl          | 12. Mai 2016       | Kretschmann II Kretschmann III                                  |        | CDU       |                        |
| Bayern                 | Bayerisches Staatsministerium des Innern, für Sport und Integration  | Joachim Herrmann       | 16. Oktober 2007   | Beckstein Seehofer I Seehofer II Söder I Söder II Söder III     |        | CSU       |                        |
| Berlin                 | Senatsverwaltung für Inneres und Sport                               | Iris Spranger          | 21. Dezember 2021  | Giffey Wegner                                                   |        | SPD       |                        |
| Brandenburg            | Ministerium des Innern und für Kommunales                            | René Wilke             | 22. Mai 2025       | Woidke IV                                                       |        | parteilos |                        |
| Bremen                 | Der Senator für Inneres und Sport                                    | Ulrich Mäurer          | 7. Mai 2008        | Böhrnsen II Böhrnsen III Sieling Bovenschulte I Bovenschulte II |        | SPD       |                        |
| Hamburg                | Behörde für Inneres und Sport                                        | Andy Grote             | 20. Januar 2016    | Scholz II Tschentscher I Tschentscher II Tschentscher III       |        | SPD       |                        |
| Hessen                 | Hessisches Ministerium des Innern, für Sicherheit und Heimatschutz   | Roman Poseck           | 18. Januar 2024    | Rhein II                                                        |        | CDU       |                        |
| Mecklenburg-Vorpommern | Ministerium für Inneres, Bau und Digitalisierung                     | Christian Pegel        | 15. November 2021  | Schwesig II                                                     |        | SPD       |                        |
| Niedersachsen          | Niedersächsisches Ministerium für Inneres, Sport und Digitalisierung | Daniela Behrens        | 25. Januar 2023    | Weil III Lies                                                   |        | SPD       |                        |
| Nordrhein-Westfalen    | Ministerium des Innern                                               | Herbert Reul           | 30. Juni 2017      | Laschet Wüst I Wüst II                                          |        | CDU       |                        |
| Rheinland-Pfalz        | Ministerium des Innern und für Sport                                 | Michael Ebling         | 13. Oktober 2022   | Dreyer III Schweitzer                                           |        | SPD       |                        |
| Saarland               | Ministerium für Inneres, Bauen und Sport                             | Reinhold Jost          | 26. April 2022     | Rehlinger                                                       |        | SPD       |                        |
| Sachsen                | Sächsisches Staatsministerium des Innern                             | Armin Schuster         | 25. April 2022     | Kretschmer II Kretschmer III                                    |        | CDU       |                        |
| Sachsen-Anhalt         | Ministerium für Inneres und Sport                                    | Tamara Zieschang       | 16. September 2021 | Haseloff III                                                    |        | CDU       |                        |
| Schleswig-Holstein     | Ministerium für Inneres, Kommunales, Wohnen und Sport                | Sabine Sütterlin-Waack | 28. April 2020     | Günther I Günther II                                            |        | CDU       | Sabine Sütterlin-Waack |
| Thüringen              | Thüringer Ministerium für Inneres, Kommunales und Landesentwicklung  | Georg Maier            | 30. August 2017    | Ramelow I Ramelow II Voigt                                      |        | SPD       |                        |